# 2018년 방글라데시 도로 안전 시위

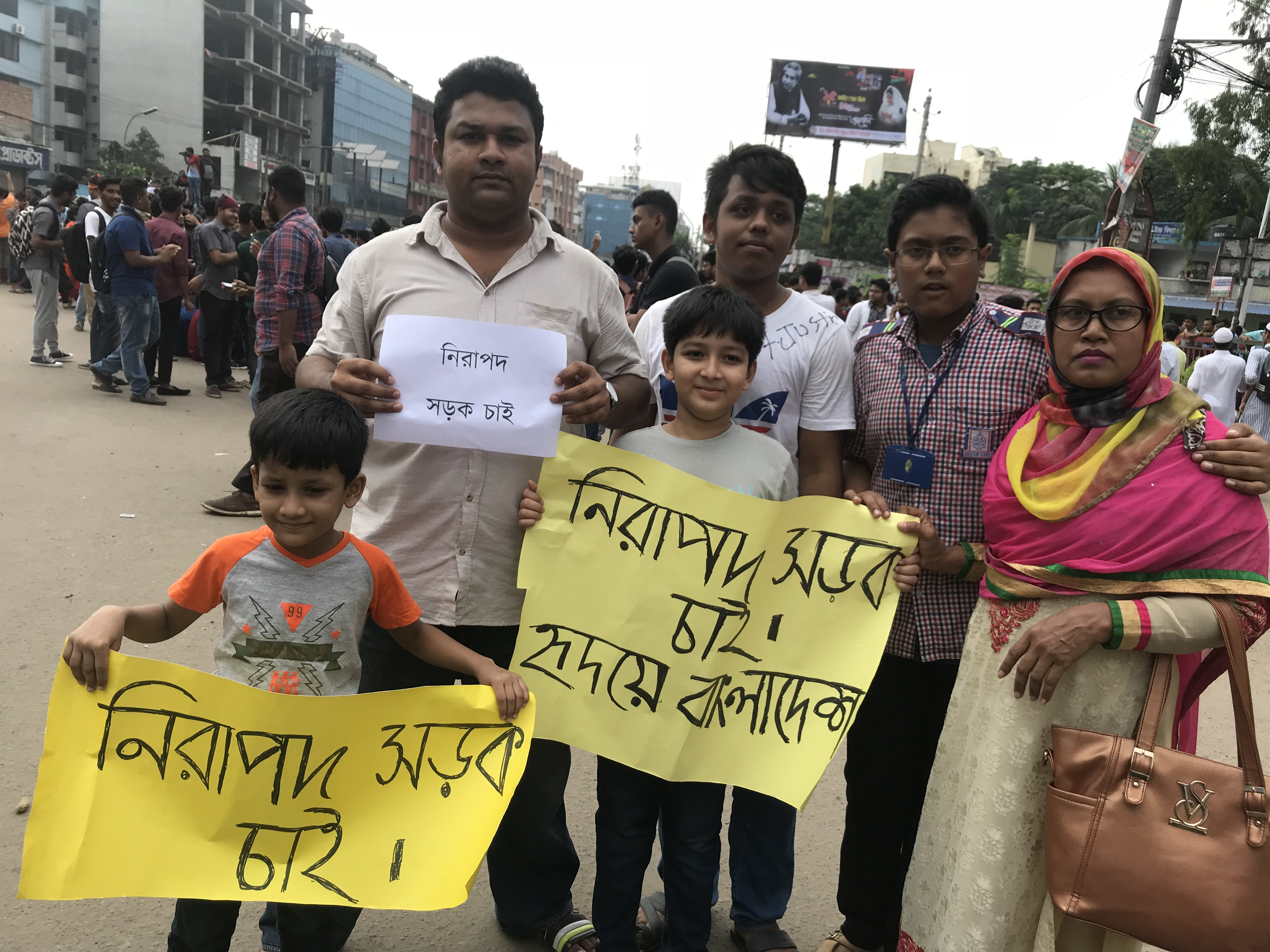
방글라데시 시위자들

2018년 방글라데시 도로 안전 시위는 2018년 7월 29일부터 진행되고 있는 학생 시위이다. 이 시위는 다카에서 버스 2대가 학생을 치어 2명이 사망한 사건 이후 일어났다. 이후 시위가 방글라데시 전역으로 퍼졌다. 8월 4일 이후 방글라데시 경찰과 집권여당인 아와미 연맹의 학생분파인 방글라데시 차트라 연맹이 시위대 및 기자를 공격하고 있다는 보고가 올라오고 있다. 8월 6일 오전까지 방글라데시 정부의 무력진압으로 대략 115명 이상의 부상자가 나온 것으로 추정된다.

## 배경
7월 29일, 샤히드 로미주딘 캉통망 대학생 2명이 다카의 샤잘랄 국제공항 도로변에서 버스에 치어 사망하는 사고가 발생했다. 두 버스는 사고 당시 경주하듯 달리다 한 버스가 인도로 돌진하여 2명이 사망하고 7명이 부상을 입었다. 사고 1시간여 후 학생들이 도로를 점거하고 버스 5-60여대를 방화하는 등 시위가 시작되었다.

## 전개

### 7월 29일
사고가 일어난지 1시간여 후 학생들이 다카 내의 주요 도로를 점거하고 사고를 일으킨 버스를 비롯한 버스 5-60여대를 방화하며 시위하였다.

### 8월 1일
시위가 다카 외 다른 도시로도 퍼지기 시작했다. 13세에서 15세 학생들로 이루어진 시위대는 다카의 주요 도로를 점거하고 지나가는 운전자에게 신분증 및 운전면허증 제시를 요구하며 단속을 벌였다.

### 8월 5일
방글라데시 정부가 시위 차단 명목 24시간동안 모바일 인터넷 접근을 차단했다. 다카의 지가탈라 지역에선 경찰과 시위대의 충돌로 100여명 이상이 부상을 입었다.

## 같이 보기
- 2018년 방글라데시 쿼터 개혁 시위